# Salamanderhaus
Das Salamanderhaus ist ein Geschäftshaus und Bürohaus an der Tauentzienstraße im Berliner Ortsteil Charlottenburg, in der Nähe der Kaiser-Wilhelm-Gedächtniskirche und des Bahnhofs Zoologischer Garten.
Das Gebäude war ursprünglich ein Schuhgeschäft des Konzerns Salamander. Die vorherigen Bauten, auch als Salamanderhaus bezeichnet, wurden in Folge der Baugeschichte abgerissen.

## Geschichte

### Vorbauten

#### Ursprungsbau
1909–1910 errichtete der Architekt August Endell einen Eckladen in der Epoche des Jugendstils an der Tauentzienstraße 15.

#### Neubau
Der ursprüngliche Bau wurde abgerissen und auf gleicher Fläche entstand durch Hans Döring von 1954 bis 1955 ein zweigeschossiger Stahlbetonskelettbau. Er fand seine Nutzung mit dem Eckladen Schuhhaus Schmolke.

### Salamanderhaus
Durch einen im Jahre 1988 gewonnenen Architektenwettbewerb durch einen Entwurf des Architekten Volkwin Marg, folgte um 1990 der Abriss des ersten Neubaus. Im Anschluss fand von 1990 bis 1992 unter den Bauherren der Salamander AG in Kornwestheim die Bauausführung des betitelten Salamanderhauses statt. Durch die Ausführung des Architekturbüros Gerkan, Marg und Partner (gmp) entstand ein Geschäftsgebäude mit einer Bruttogeschossfläche von 8800 m².
Aufgrund der Insolvenz von Salamander fand 2004 ein Besitzerwechsel zu der Düsseldorfer Centrum Grundstücksgesellschaft und Uwe Reppegather statt. Im Folgenden fand im Oktober 2005 ein Umbau sowie die Umnutzung für ein Adidas Sport- und Performance-Center statt. Bei den Umbauarbeiten wurde u. a. die Glasfassade verändert und die Arkaden geschlossen.

## Beschreibung
Das Gebäude wird durch seine doppelschalige Fassade und durch seinen Werbeturm an der östlichen Ecke des Gebäudes charakterisiert. So sind die ersten beiden Stockwerke des Glaspalastes nach hinten versetzt, so dass Kolonnaden entstehen. Acht Säulen stützen dort das Gebäude und ziehen sich dann ab dem zweiten Stockwerk als Pfeiler durch das Haus bis hin zum Dach. Vom zweiten bis sechsten Stockwerk erstrecken sich vertikale Fensterfronten. Die transparenten zweigeschossigen Ladenfronten mit zurückgesetzten Galerien im Obergeschoss sind als Arkaden ausgebildet. In gleichem Abstand sind Wintergärten in die Fassade von oben eingelassen. Diese Wintergärten rufen nicht nur eine freundliche Atmosphäre hervor, sondern dienen zugleich als Kälte- und Schallpuffer zur Tauentzienstraße. Am oberen Ende der Fassade befanden sich auf einem Würfel zwei Salamander-Logos in einem runden Feld, jetzt prangt dort das Adidas-Logo.